# Turanodesmus inermis
Turanodesmus inermis är en mångfotingart som beskrevs av Hans Lohmander 1933. Turanodesmus inermis ingår i släktet Turanodesmus och familjen plattdubbelfotingar. Inga underarter finns listade i Catalogue of Life.